# 繡球雀屏珊瑚
繡球雀屏珊瑚（学名：Pavona cactus）为蓮珊瑚科雀屏珊瑚屬下的一个种。